# Жуковский, Александр Михайлович (генерал)
Александр Михайлович Жуковский (1813—1856) — генерал-майор Свиты Его Величества, генерал-квартирмейстер Гвардейского и Гренадерского корпусов.

## Биография
Родился в городе Невеле Витебской губернии, в семье генерал-интенданта и тайного советника М. С. Жуковского.
Воспитывался во 2-м кадетском корпусе, из которого выпущен 1831 году прапорщиком. В 1833 году произведён в подпоручики; а в 1835 году переведён в 1-ю Лейб-гвардии Артиллерийскую бригаду. Участник Кавказской войны (1817—1864), в 1835 году был награждён орденом Анны 3 степени с мечами и бантом.
Будучи полковником Гвардейского Генерального Штаба, выступил составителем «Военно-статистического обозрения С.-Петербургской губернии» (1851).
До 1854 года флигель-адъютант Александра II, с 1854 года произведен в генерал-майоры и в 1855 году назначен в Свиту Его Императорского Величества.
В 1855 по 1856 гг. назначен генерал-квартирмейстером Гвардейского и Гренадерского корпусов.
Высочайшим приказом от 22 октября 1855 года был уволен в отпуск на 11 месяцев для лечения за границей. В 1856 году скоропостижно скончался от инсульта.

## Награды
- Орден Святой Анны 3 степени с мечами и бантом (1835 год)
- Орден Святого Станислава 2 степени (1840 год)
- Орден Святой Анны 2 степени (1846 год)
- Орден Святой Анны 2 степени с Императорской короной (1849 год)
- Орден Святого Владимира 4 степени (1851 год)
- Орден Святого Владимира 3 степени (1853 год)

## Родственные связи
Братья:
- Евгений (1814—1883) — генерал от инфантерии, военный губернатор Забайкальской области и наказной атаман Забайкальского казачьего войска.
- Степан (1818—1877) — статс-секретарь Императора Александра II